# Xã Piney, Quận Texas, Missouri
Xã Piney (tiếng Anh: Piney Township) là một xã thuộc quận Texas, tiểu bang Missouri, Hoa Kỳ. Năm 2010, dân số của xã này là 4.770 người.